# Laque japonaise

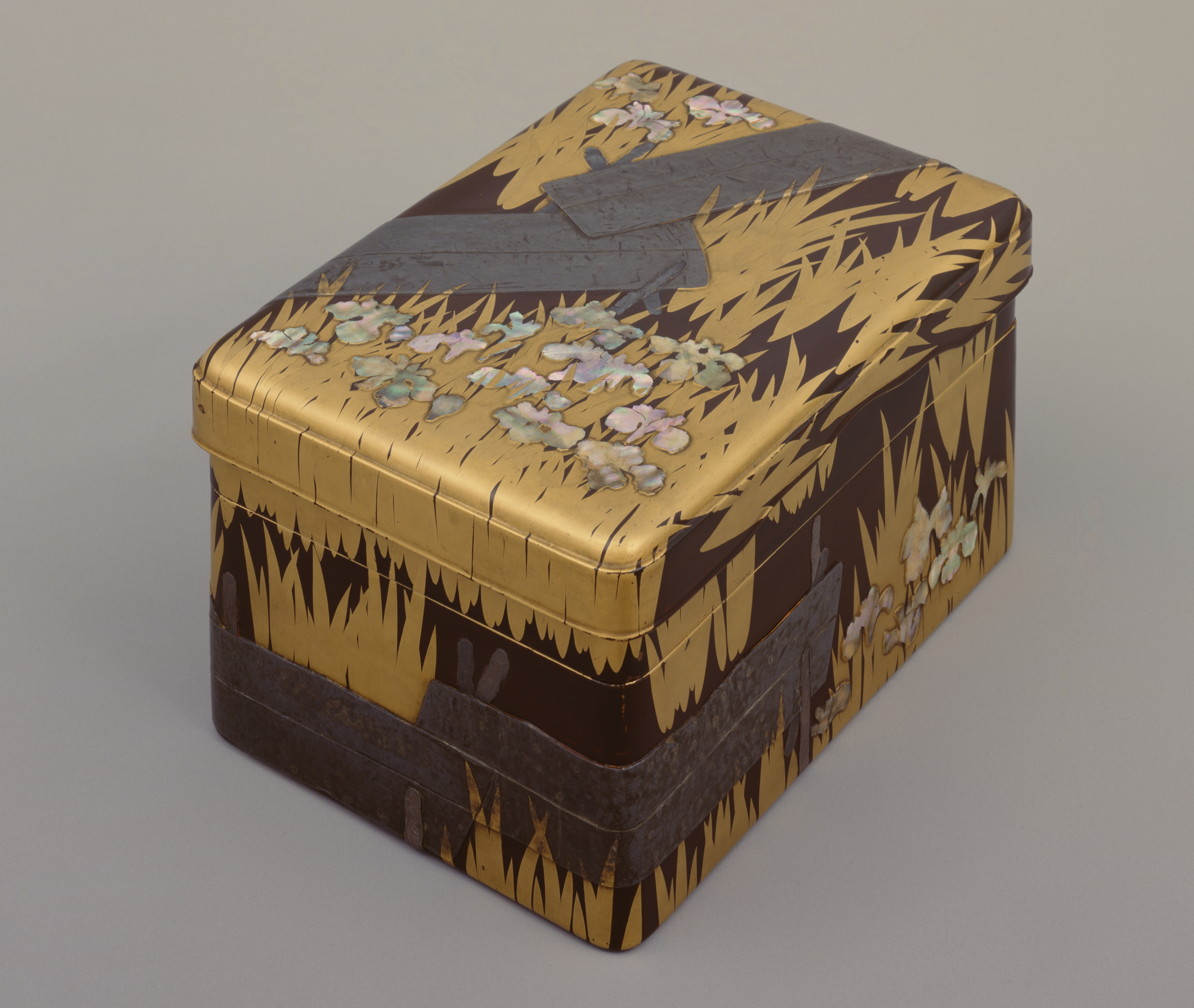
Boîte d'écriture en laque aux Iris à Yatsuhashi, par Ogata Kōrin, période Edo (Trésor national).

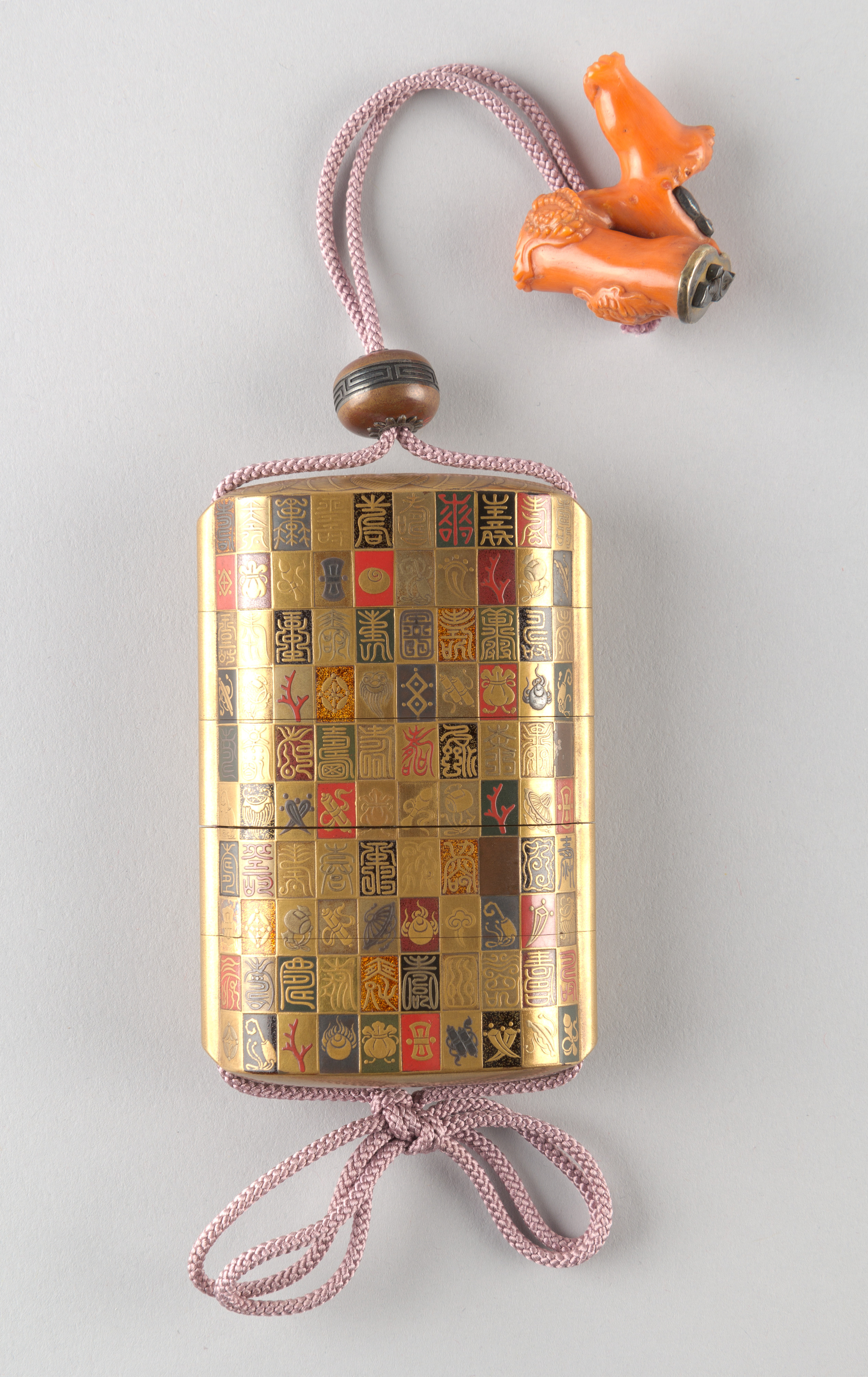
Inrō en maki-e, laque, époque d'Edo, XVIIIe siècle.

La laque (漆器, shikki) est un artisanat japonais avec un large éventail d'arts plastiques et décoratifs, car la laque a été utilisée dans l'urushi-e, les estampes et sur une grande variété d'objets, allant des statues de Bouddha aux boîtes à bento pour la nourriture.
Une caractéristique de la laque japonaise est la diversité d'items utilisant une technique de décoration appelée maki-e (蒔絵) dans laquelle de la poudre de métal est saupoudrée pour se fixer à la laque. L'invention de diverses techniques maki-e au cours de l'histoire japonaise a élargi l'expression artistique et divers outils et œuvres d'art tels que l'inrō sont très décoratifs.
Un certain nombre de termes sont utilisés en japonais pour désigner la laque. Shikki (漆器) signifie « laque » au sens le plus littéral, tandis que nurimono (塗物) signifie « choses enduites » et urushi-nuri (漆塗り) signifie « revêtement de laque ».
Les termes liés à la laque ou à la laque tels que japanning, urushiol et maque (qui signifie laque en espagnol mexicain), sont dérivés de la laque japonaise,.

## Histoire

### Période Jōmon-Edo

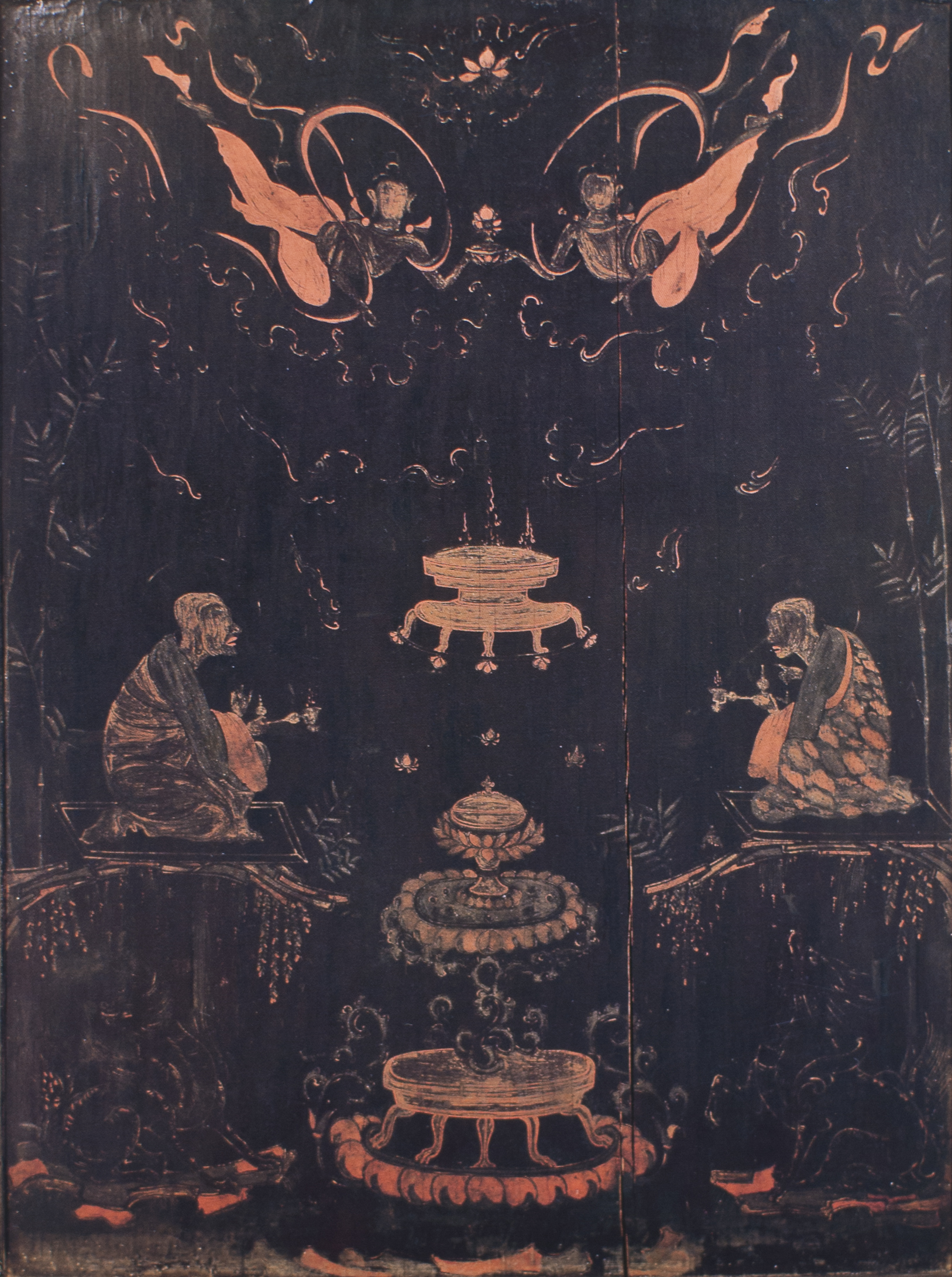
Vue détaillée d'un panneau de laque du sanctuaire Tamamushi de la période Asuka, VIIe siècle (Trésor national).

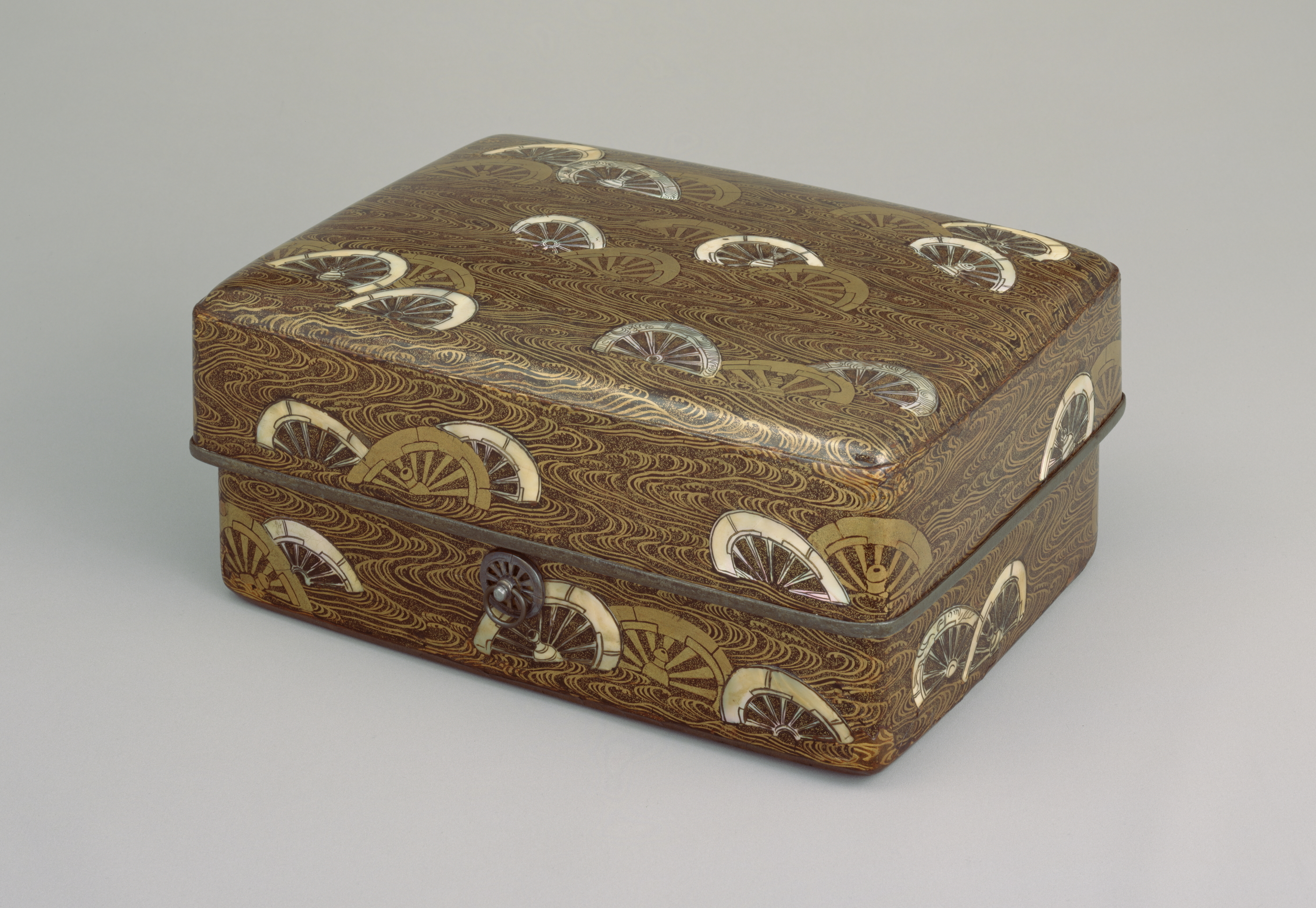
Tebako (boîte à produits cosmétiques). Roues entrainées par le cours de la rivière. Laque maki-e et incrustations de nacre, époque de Heian, XIIe siècle, Trésor national.

Une laque japonaise produite et exportée à la demande de la Compagnie de Jésus, période Azuchi-Momoyama, XVIe siècle, Musée national de Kyūshū.

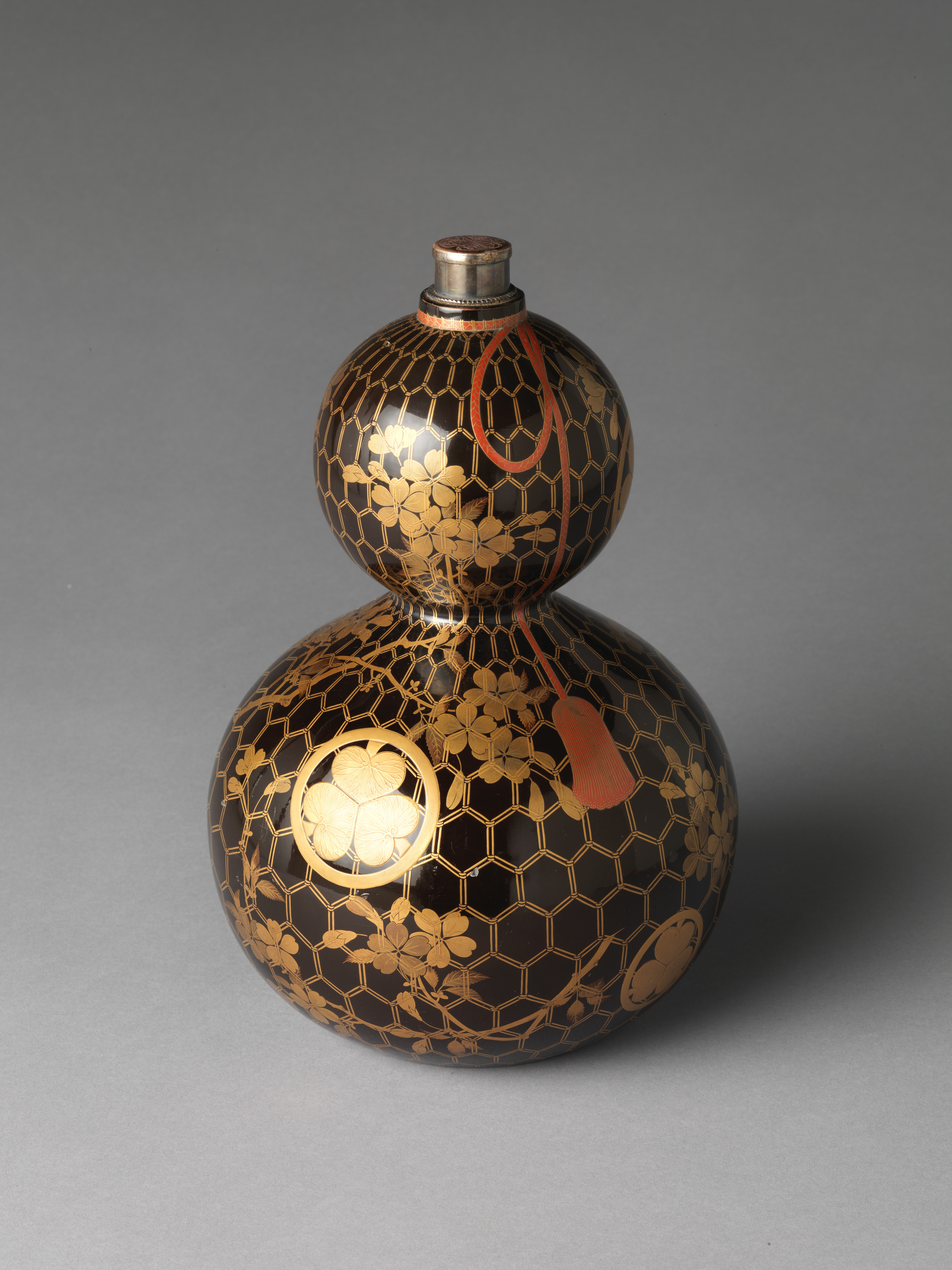
Bouteille de saké maki-e avec mon (emblème) du clan Tokugawa, époque Edo, XVIIIe siècle.

Il a été confirmé que l'arbre à laque existait au Japon il y a 12 600 ans dans la naissance de la période Jōmon. Ceci a été confirmé par la datation au carbone radioactif de l'arbre à laque trouvé au monticule de Torihama, qui est l'arbre à laque le plus vieux au monde, trouvé en 2011. La laque était utilisée au Japon dès 7000 avant notre ère, pendant la période Jōmon. Les plus anciennes items de laque ont été découvertes sur le site de Kakinoshima « B » à Hokkaidō. Des ornements tissés de fil rouge laqué ont été découverts dans une fosse funéraire datant de la première moitié de la période initiale de Jōmon. De plus, sur le site « A » de Kakinoshima, de la faïence avec un bec peint à la laque vermillon, fabriquée il y a 3 200 ans, a été retrouvée presque entièrement intacte,.
La technologie du laquage a peut-être été inventée par les Jōmon. Ils ont appris à raffiner l'urushi (sève de sumac vénéneux), le processus prenant plusieurs mois. L'oxyde de fer (colcothar) et le cinabre (sulfure de mercure) ont été utilisés pour produire de la laque rouge. La laque était utilisée à la fois sur la poterie et sur différents types d'objets en bois. Dans certains cas, les vêtements funéraires étaient également laqués. De nombreux objets laqués sont apparus tôt au cours de la période Jōmon, indiquant qu'il s'agissait d'une partie établie de la culture Jōmon. Les experts sont d'opinions partagées : la laque Jōmon est-elle dérivée des techniques chinoises ou inventée indépendamment ? Par exemple, Mark Hudson estime que « la technologie des laques Jōmon a été développée indépendamment au Japon plutôt que d'être introduite de Chine comme on le croyait autrefois ».
L'un des chefs-d'œuvre des objets anciens en laque japonaise est le sanctuaire Tamamushi datant du milieu du VIIe siècle. Le sanctuaire est fait de hinoki laqué ou de cyprès japonais et de bois de camphre, deux espèces indigènes. Bien que communément appelé urushi depuis la période Meiji, certains chercheurs ont plutôt fait valoir que les peintures utilisent la technique connue sous le nom de mitsuda-e, un type précoce de peinture à l'huile, utilisant de l'huile de perilla (shiso) avec de la litharge comme agent dessicant.
De nombreux métiers traditionnels et des arts industriels, produits tout au long de l'histoire japonaise, ont d'abord été influencés par la Chine, connaissant par la suite diverses influences et innovations stylistiques indigènes au cours des siècles.
Au cours de la période Heian (794-1185), diverses techniques de maki-e (caractéristiques de la laque japonaise) ont été développées. Alors que la méthode consistant à esquisser des dessins avec un pinceau en dissolvant de la poudre d'or dans de la laque est une technique courante dans d'autres pays, au Japon, on faisait des dessins de différentes tailles avec de la laque, qu'on saupoudrait ensuite de poudre d'or, d'argent ou de cuivre avant de les polir. Ceci permettra la créations d'items laqués en or ou en argent plus brillants qu'auparavant. Le togidashi maki-e, un type de maki-e, a été développé et raffiné au cours de cette période, avec l'hira maki-e qui sera développé dans la seconde moitié de cette période.
Pendant la période Kamakura (1185-1333), de la laque sculptée venant de la dynastie Song (en Chine) a été importée au Japon. Cependant, de nombreux artisans de la laque japonais n'ont pas adopté la méthode chinoise qui consistait en premier lieu de déposer la laque puis de la sculpter ; ils ont ainsi créé le Kamakura-bori, une méthode de sculpture sur bois puis de revêtement en laque. Pendant cette période, on note la fin du hira maki-e et le début du taka maki-e, une technique nouvellement développée,.
Dans la période Muromachi (1336-1573), le shishihai-togidashi maki-e, le plus compliqué des techniques maki-e, a été développé, ainsi que le taka maki-e, une nouvelle technique utilisant des meules et des poudres d'argile,,,. La laque japonaise était abondamment exportée vers l'Asie de l'Est voisine, l'Asie du Sud-Est et même en Inde. La laque (en particulier japonaise) était connue dans les tribunaux indiens et figurait parmi les cadeaux offerts par les Européens aux dirigeants locaux. La laque japonaise était bien connue de Sir Thomas Roe, par exemple, comme un type de cadeau approprié à l'empereur Jahângîr, et il note en 1616 que les raretés de la Chine et du Japon étaient hautement désirables en Inde,,.
En Chine, les dirigeants Ming et Qing décrivaient généralement les laques japonaises comme des « laques étrangères » (yangqi). Yang Ming et Zhejiang (artiste de laque notable) ont fait des annotations pour le livre "A Record of Decoration with Lacquer, People of the Ming Dynasty" : « L'art de la décoration avec de la laque recouverte d'or (maki-e) est originaire (maki-e) du Japon. » Pendant le règne de Xuande de la dynastie Ming, un certain Yang a fait un voyage au Japon pour étudier les techniques japonaises et un autre individu japonais a visité un atelier impérial chinois à Pékin pendant la dynastie Ming. Il est bien documenté que l'empereur Yongzheng avait un formidable intérêt pour la laque japonaise, le yangqi, et cela se reflétait dans de nombreuses œuvres produites dans les ateliers impériaux pendant son règne,,,,. Dans la période Azuchi-Momoyama (1568-1600), la laque a également fait son chemin vers le Mexique colonial (galion de Manille) et vers l'Europe par le commerce Nanban. La laque japonaise a attiré les aristocrates et les missionnaires européens. Des coffres de style occidental et des meubles d'église ont été exportés en réponse à leurs demandes,. Dans cette période, le hira maki-e est devenu très populaire en raison de la production en série.
La période Edo (1603-1868) a vu une augmentation de la culture ciblée des arbres de laque et au développement des techniques utilisées. Au XVIIIe siècle, les laques colorées sont devenues plus largement utilisées. Avec le développement de l'économie et de la culture, la qualité artistique des meubles laqués s'est améliorée. Hon'ami Kōetsu et Ogata Kōrin ont introduit les techniques de l'école de peinture Rinpa dans la laque. Après le milieu de la période Edo, l'inrō est devenu populaire en tant qu'accessoire pour hommes, et les riches marchands de la classe chōnin et de la classe des samouraïs ont collecté des inrō de haute valeur esthétique, conçus avec précision avec de la laque.,. Marie-Antoinette et Marie-Thérèse ont par ailleurs été de notables collectionneuses de laque japonaise et leurs collections sont aujourd'hui souvent exposées au Louvre et au château de Versailles. Pendant cette période, en raison du développement de l'économie, le shishihai-togidashi maki-e, une technique avancée, devient populaire.

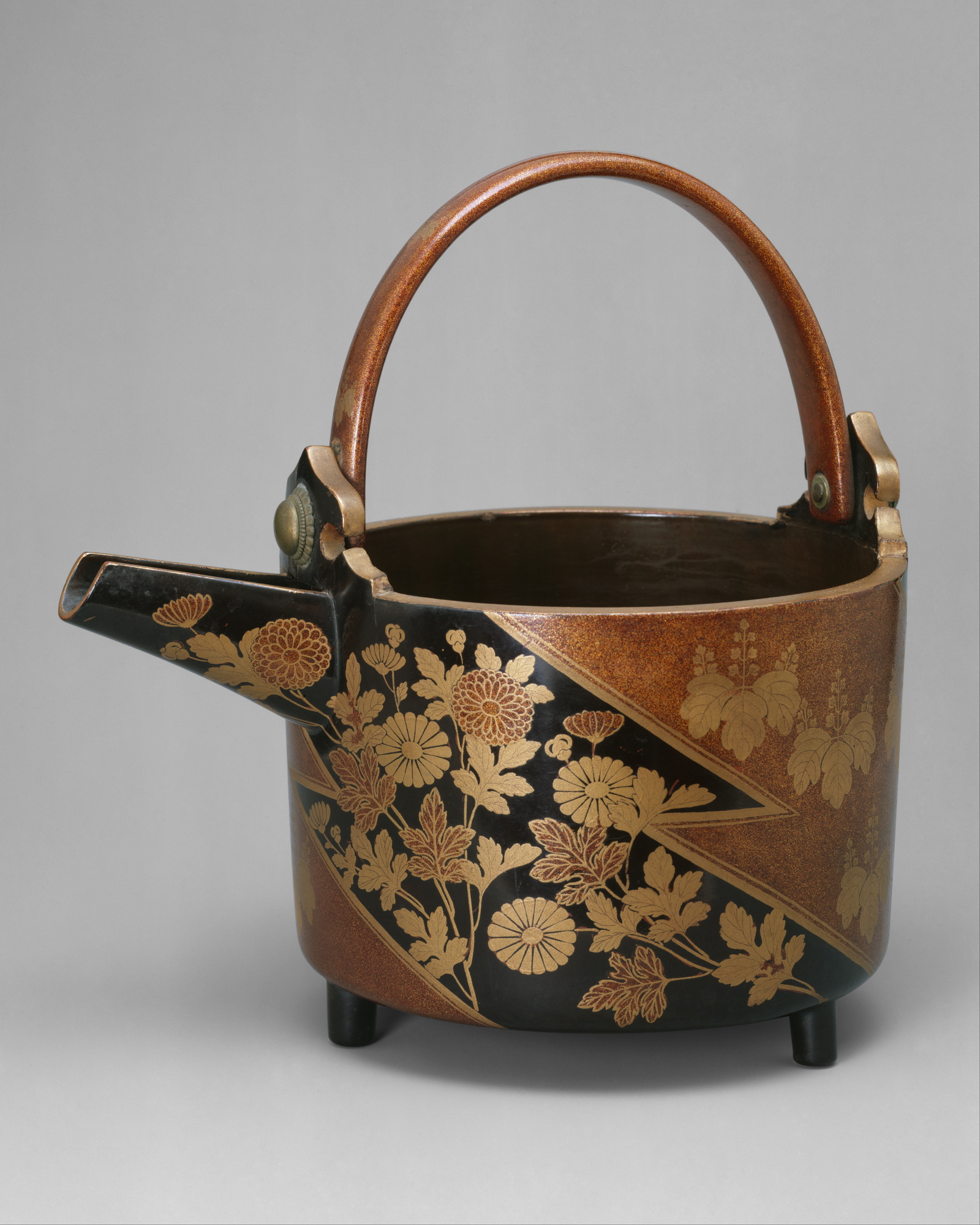
Aiguière à saké avec crêtes de chrysanthèmes et de paulownia dans des champs alternés. Début du XVIIe siècle, période Azuchi-Momoyama.
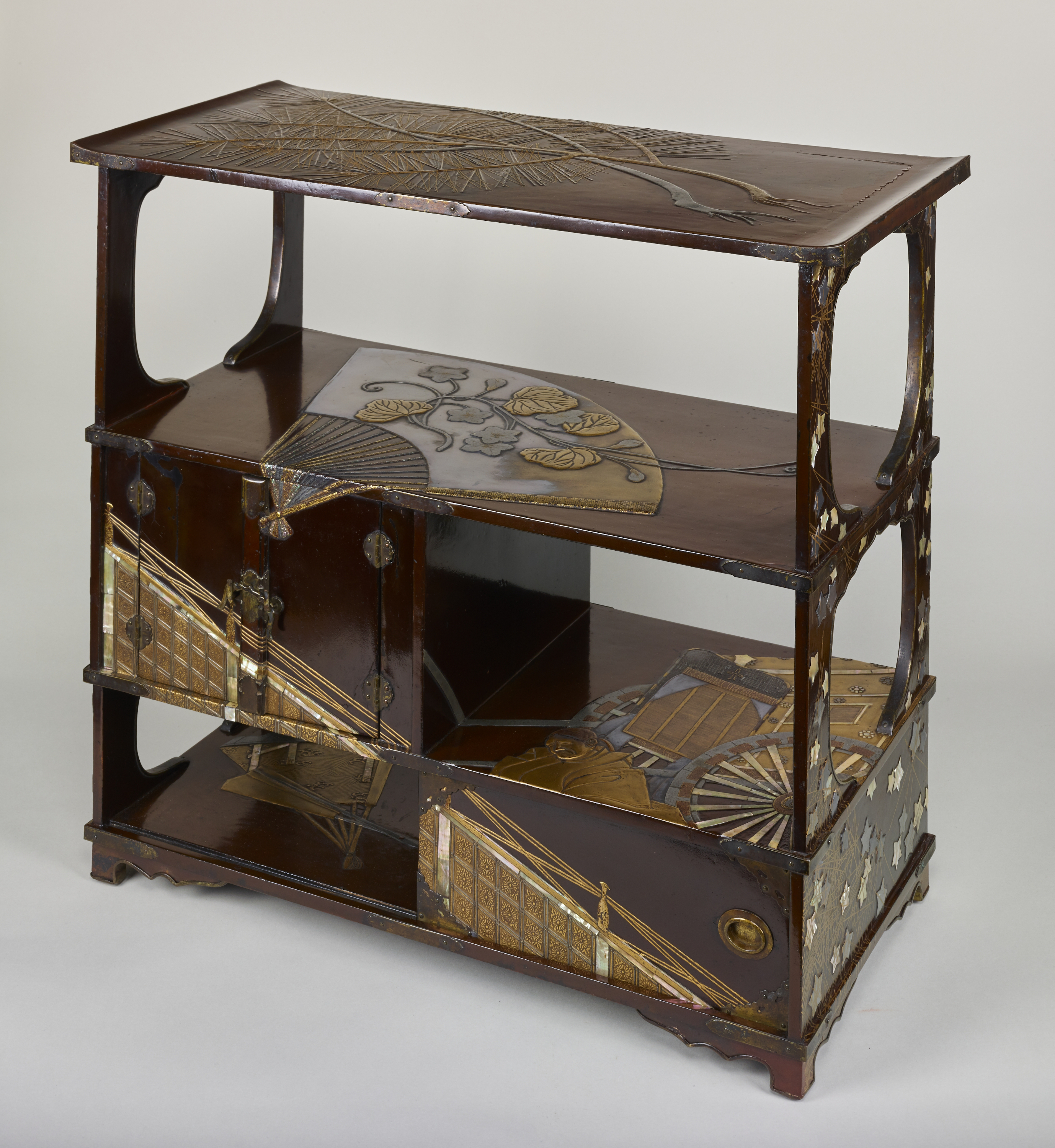
Stand à plusieurs niveaux avec des dessins faisant allusion au Dit du Genji, par Hon'ami Kōetsu, période Edo, XVIIe siècle.
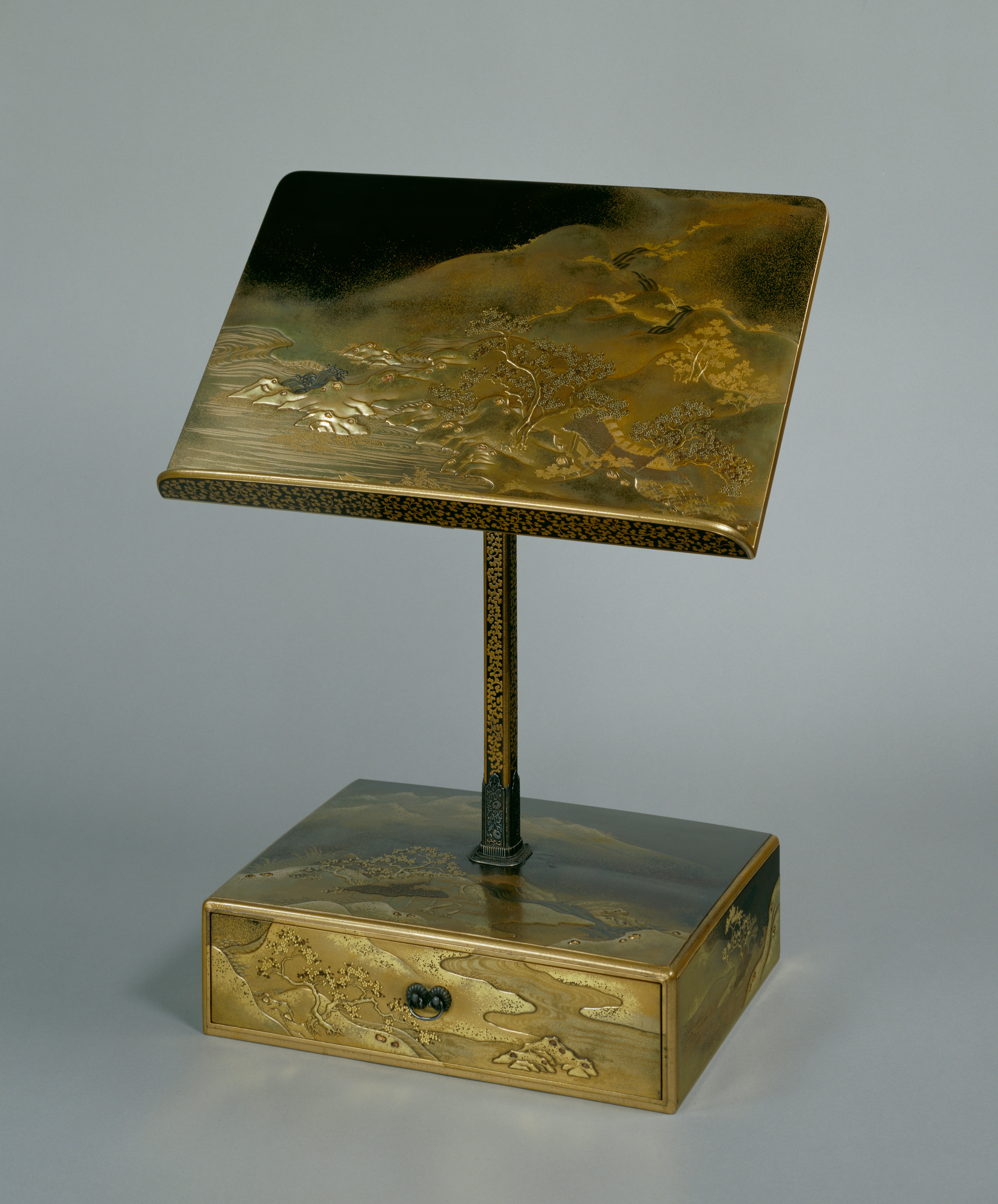
Support de lecture illustré du mont Yoshino.
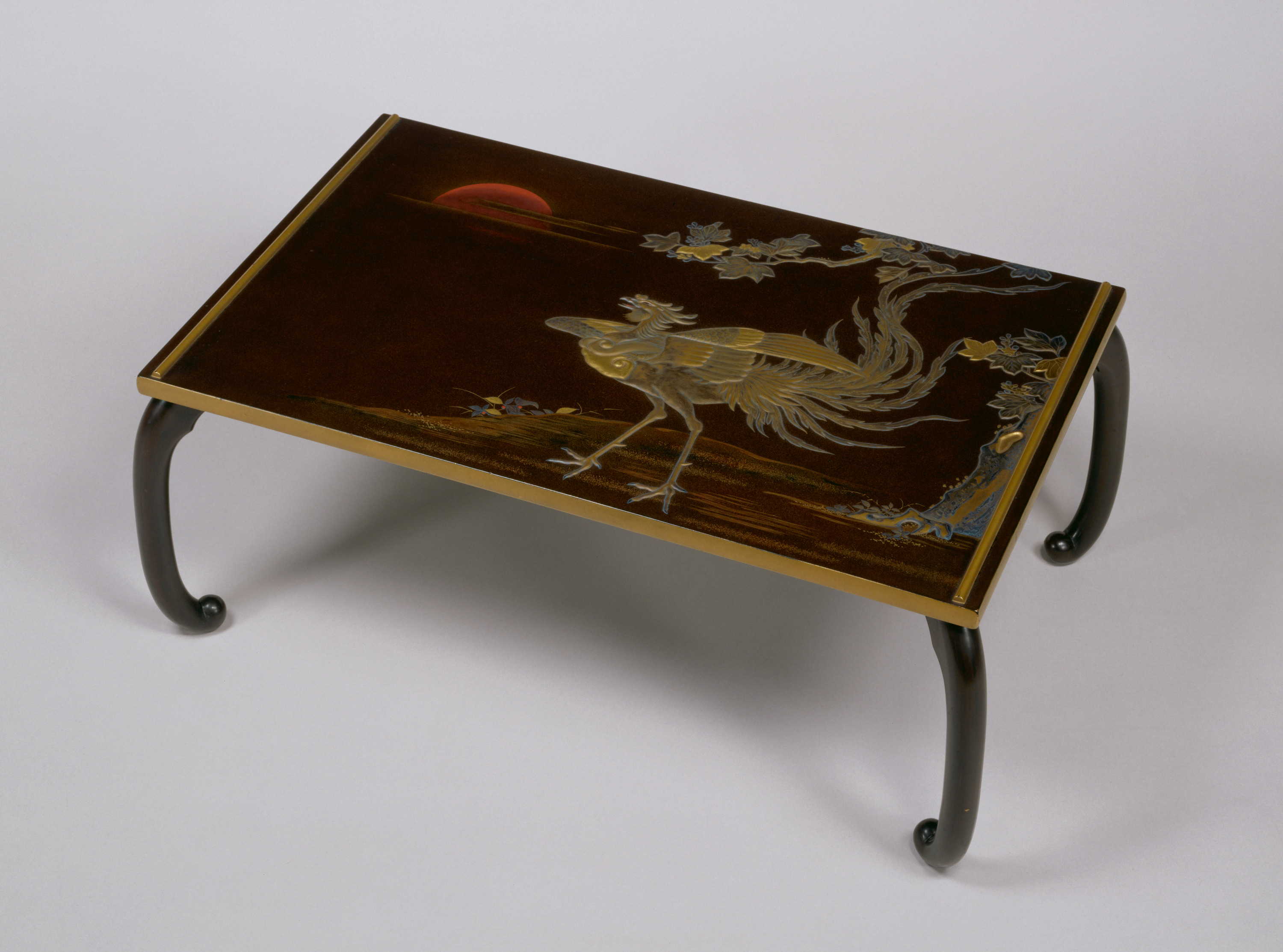
Papeterie Stand Soleil du matin, paulownia et phénix à maki-e.
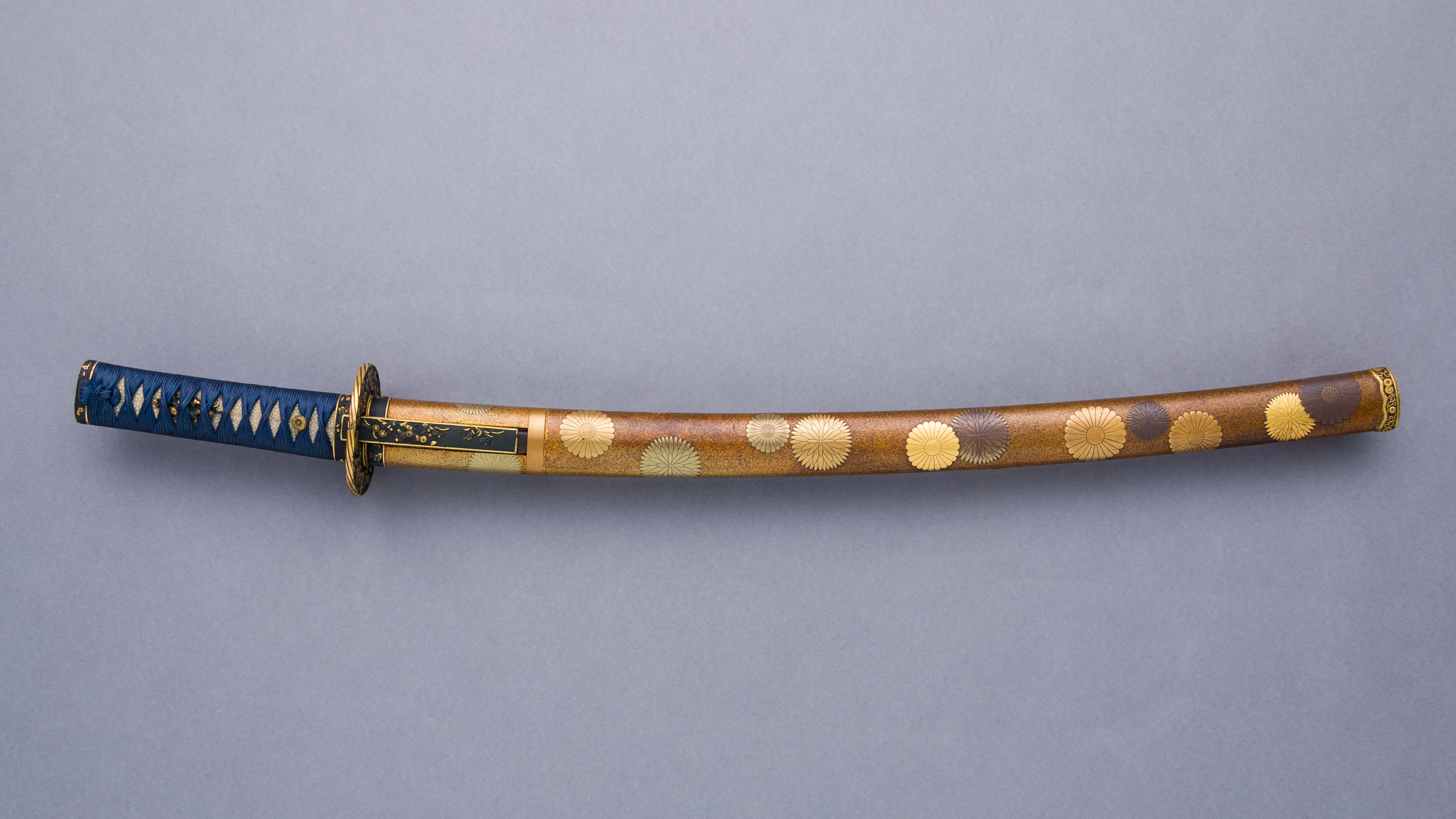
Extérieur laqué de wakizashi, Fusamune.
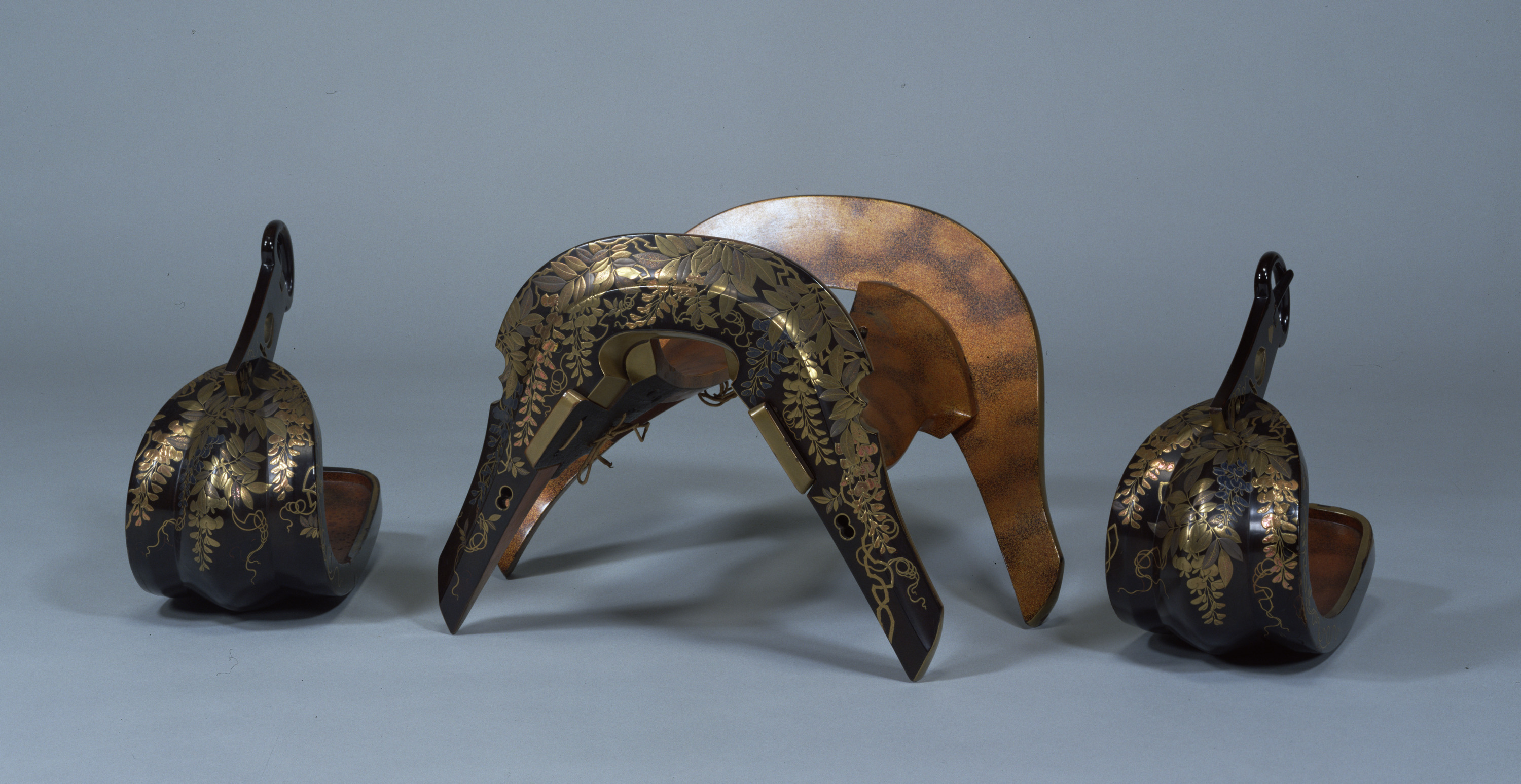
Selle et étriers avec glycines.

### L'ère Meiji

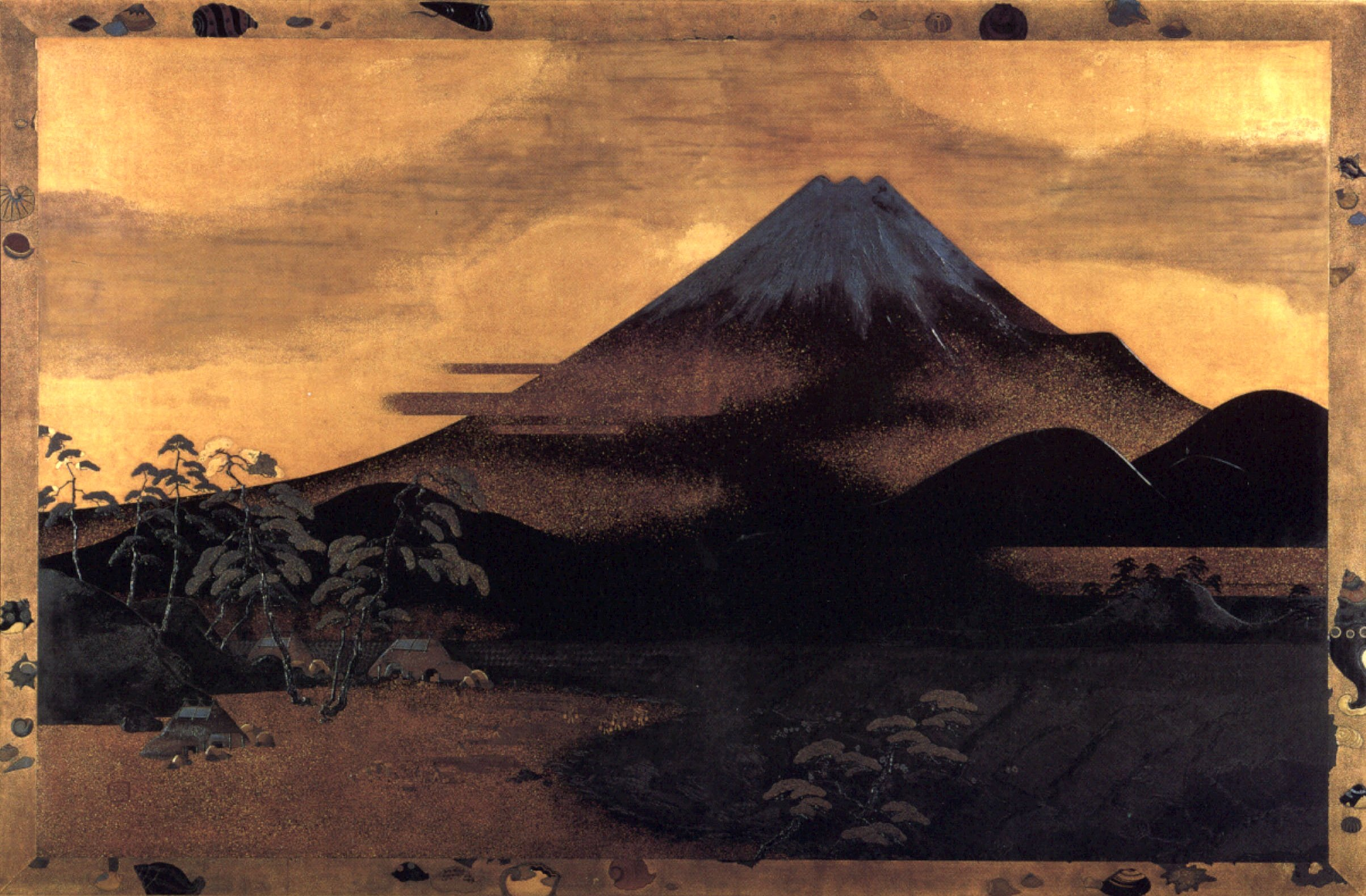
Maki-e Fuji Tagonoura, par Shibata Zeshin, période Meiji, 1872.

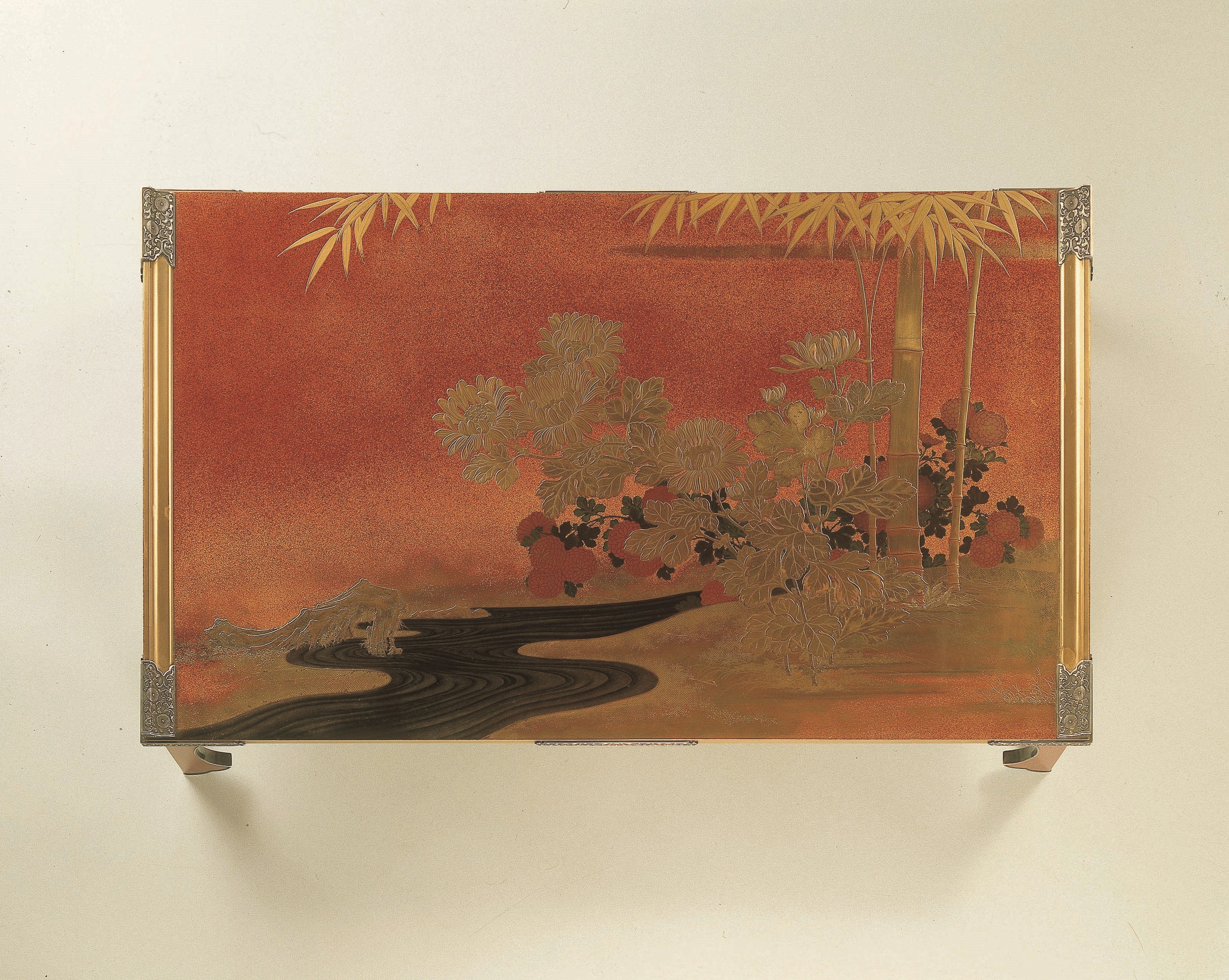
Table à écrire Maki-e, par Shirayama Shosai, période Meiji, XIXe siècle, Collection Khalili d'art japonais.

Les difficultés économiques du début du XIXe siècle ont réduit la demande de laques décorées d'or ou d'argent. L'ère Meiji a vu un intérêt renouvelé pour la laque, pendant lequel les artistes développaient des nouvelles conceptions et expérimentaient avec de nouvelles textures et finitions. Le premier parmi ceux-ci était Shibata Zeshin, qui a été appelé « le plus grand laqueur du Japon ». L'intérêt de son style très original résidait dans le choix des motifs et du sujet plutôt qu'avec l'or et l'argent incrustés. Il a placé des panneaux de laque dans des cadres, imitant les peintures à l'huile occidentales. D'autres artistes de laque notables du XIXe siècle incluent Nakayama Komin et Shirayama Shosai qui, tous deux et contrairement à Zeshin, ont maintenu un style classique qui devait beaucoup à l'art du paysage japonais et chinois. Le maki-e était la technique la plus courante pour la laque de qualité à cette période.

### À partir duXXesiècle

Trésor national vivant du Japon Gonroku Matsuda, 1960.

Après l'ère Meiji, une nouvelle génération d'artistes changera de nouveau le langage décoratif, représentant les plantes de manière stylisée sans décors naturalistes.
Au cours des dernières décennies, le gouvernement japonais a fait des efforts pour préserver l'art de la fabrication de la laque. Grâce au processus de désignation des artisans importants tels que Gonroku Matsuda (松田権六) et Kazumi Murose (室瀬和美) comme Trésors nationaux vivants et les efforts du gouvernement pour encourager le développement de nouveaux ateliers urushi, l'art s'établit peu à peu de nouveau.
La meilleure technique de laque de la fin de la période Edo à la période Meiji, en particulier l'inrō, sera presque perdue pendant l'occidentalisation du style de vie japonais. Cependant, en 1985, Tatsuo Kitamura (北村辰夫) crée son propre studio appelé Unryuan (ja) (雲龍庵) et réussit à le recréer. Ses œuvres en laque sont rassemblées au Victoria and Albert Museum et au musée d'Art contemporain du XXIe siècle de Kanazawa, deviennent un objet de collection pour les plus riches du monde,,,.
En 2020, la galerie d'artisanat du musée national d'Art moderne de Tokyo, qui rassemble des œuvres réalisées par des Trésors nationaux vivants, a déménagé à Kanazawa, dans la préfecture d'Ishikawa. Cela est dû à la politique de revitalisation locale du gouvernement japonais. Kanazawa, qui a prospéré sous le clan Maeda à l'époque d'Edo, est une ville avec une industrie traditionnelle florissante.

## Techniques et procédés

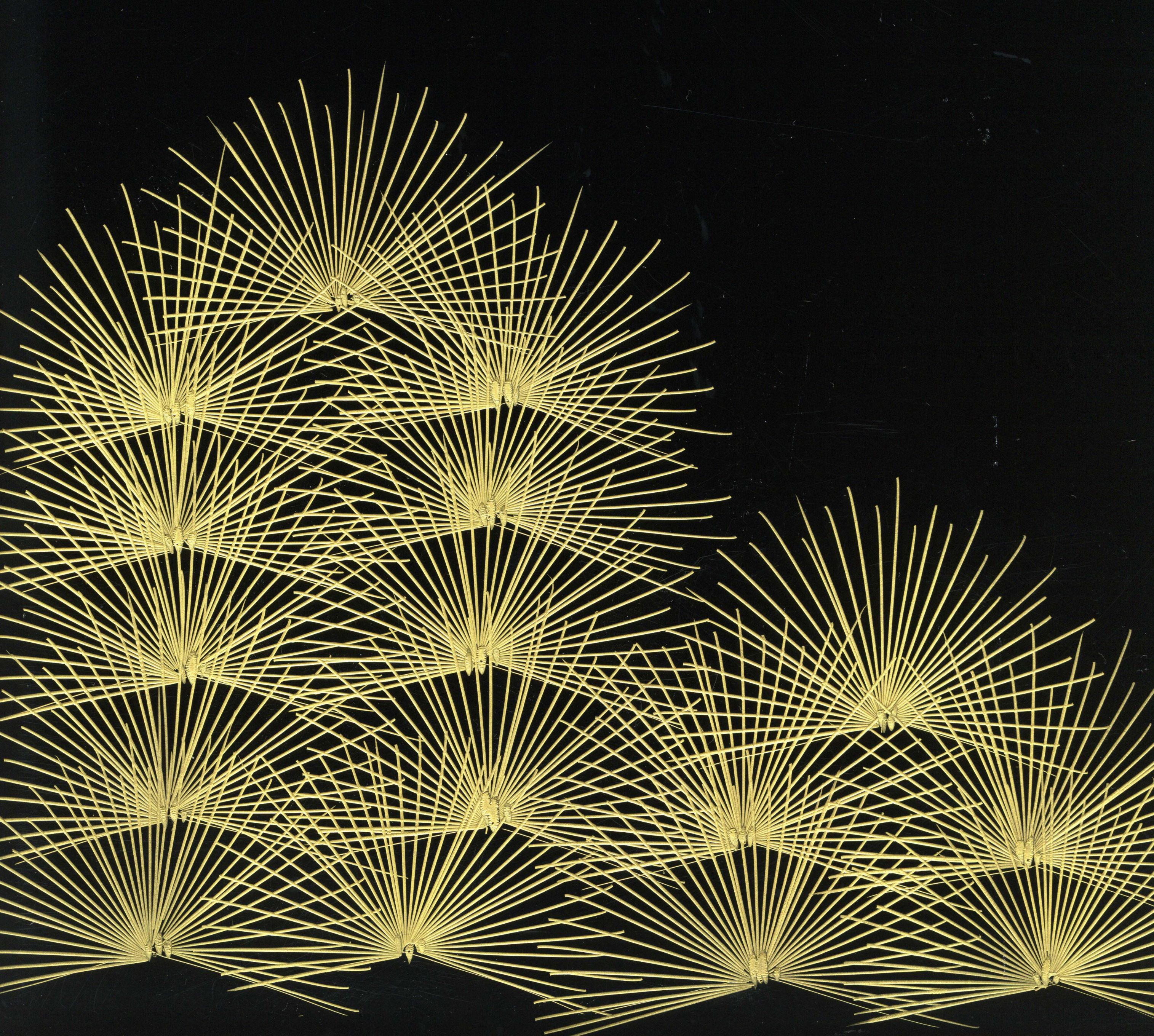
Gros plan de la méthode de la laque chinkin, représentant des aiguilles d'un pin.

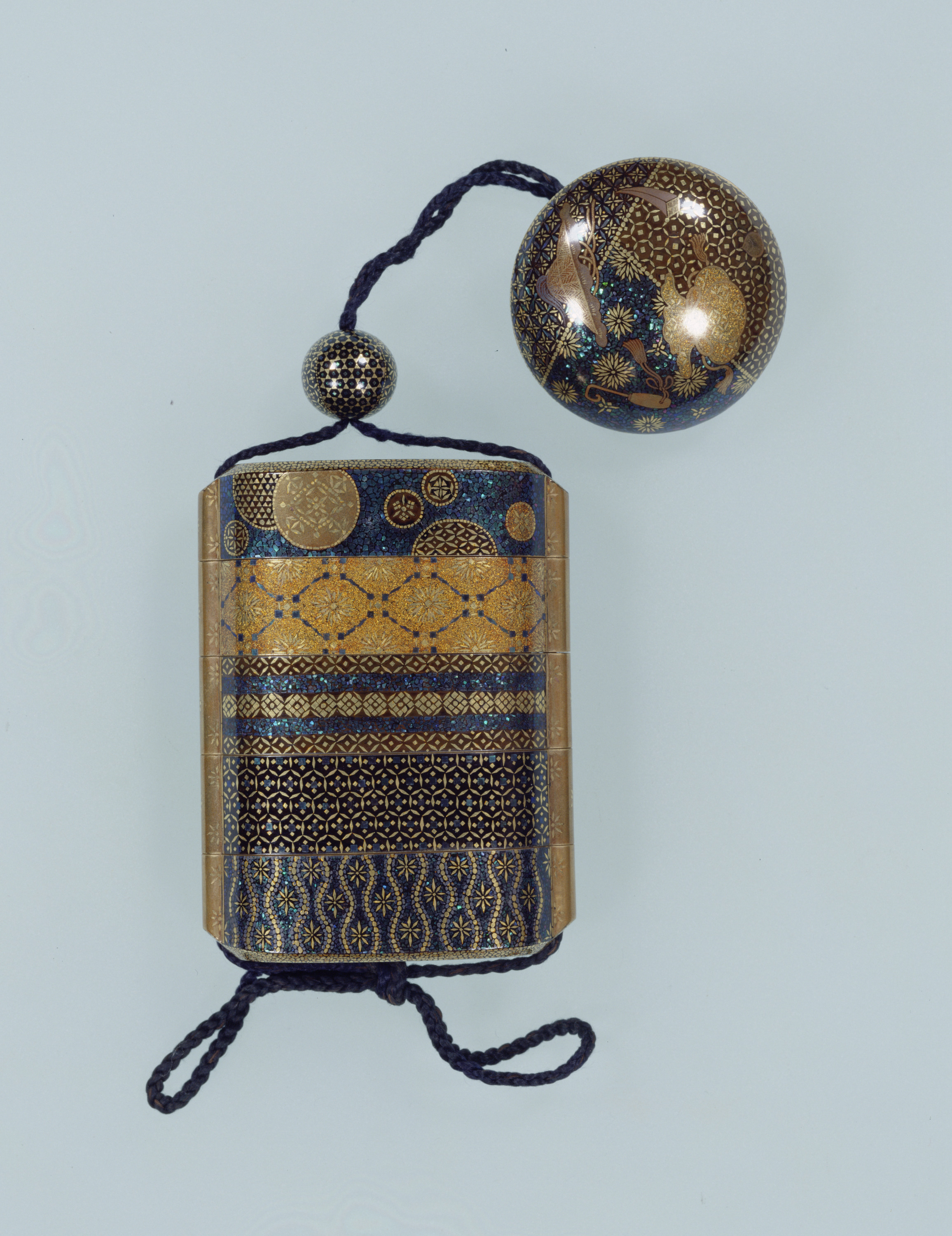
Inrō, conception de motifs minuscules en incrustation de nacre, somada caractérisée par une combinaison de techniques raden et maki-e, période Edo.

Comme dans d'autres pays où la laque est traditionnellement produite, le processus est fondamentalement assez simple. Un objet est formé de bois, parfois de cuir, de papier ou de vannerie. La laque est appliquée pour sceller et protéger l'objet puis la décoration est ajoutée. Généralement, trois couches (une sous-couche, une couche intermédiaire et une couche finale) sont utilisées, la couche finale étant parfois transparente plutôt qu'en laque noire, afin de laisser transparaître les décorations.
A côté des laques rouges et noires, il est courant de voir l'utilisation d'incrustations, souvent des coquillages ou des matériaux similaires, ainsi que du mica ou d'autres matériaux. L'application de poudre d'or est connue sous le nom de maki-e et est un élément décoratif très courant.
Voici quelques exemples de techniques traditionnelles :
- ikkanbari (一 閑 張?), également connu sous le nom de harinuki (張 貫?), est une technique couramment utilisée pour fabriquer accessoires à thé. Inventé par Hiki Ikkan au début du XVIIe siècle, le procédé consiste à appliquer des couches de laque sur du papier façonné dans un moule[36] ;
- iro-urushi (色漆?, littéralement « laque de couleur »), a été créé en ajoutant des pigments à la laque transparente. Les limites des pigments naturels ne permettaient d'utiliser que cinq couleurs (rouge, noir, jaune, vert et marron) jusqu'au XIXe siècle, lorsque diverses innovations sont apparues, ainsi que l'introduction ultérieure des pigments artificiels occidentaux. Shibata Zeshin était un innovateur majeur dans ce domaine, utilisant non seulement la couleur mais également d'autres substances mélangées à sa laque pour obtenir une grande variété d'effets, y compris l'apparence simulée de métaux précieux, qui étaient fortement restreints à l'utilisation artistique à l'époque en raison aux préoccupations du gouvernement concernant une extravagance excessive ;
- shunkei-nuri (春慶塗?, « laque shunkei »), créé en utilisant une laque transparente sur du bois teinté jaune ou rouge de sorte que le grain du bois naturel peut être vu (similaire à kuroye nuri à cet égard). Le nom est dérivé de l'inventeur qui était actif à Sakai pendant le règne de l'empereur Go-Kameyama (1368-1392). Cette méthode est devenue populaire au XVIIIe siècle à Takayama, province de Hida. De nombreux articles destinés à la consommation de thé ont été fabriqués en utilisant cette technique[37] ;
- urushi-hanga (漆版画), développé par Hakuo Iriyama, produisant une plaque d'impression à partir de laque sèche, qui a été sculptée et finalement utilisée comme une impression en bloc au lieu des couleurs d'impression traditionnelles avec laque pigmentée ;
- raden (螺鈿) utilisant des incrustations de coquille et d'ivoire pour décorer des pièces qui ont généralement une base en bois ;
- maki-e (蒔絵) utilisant des poudres métalliques, y compris l'or, l'argent, le cuivre et leurs alliages, étalés avec des tubes de bambou ou des pinceaux fins. En hiramaki-e, les poudres sont déposées sur la laque humide pour être ensuite recouvertes d'une autre couche de laque. Takamaki-e réalise un effet de relief élevé par couches répétées, y compris parfois l'ajout de charbon de bois, de sciure ou d'argile[27]. Togidashi-e consiste à recouvrir le maki-e original de plusieurs couches de laque, puis à le polir jusqu'à ce que le dessin soit visible[38].

70 % de toute la laque japonaise est produite dans l'ancien bourg de Jōbōji situé dans le district de Ninohe, dans la préfecture d'Iwate.

## Formes régionales

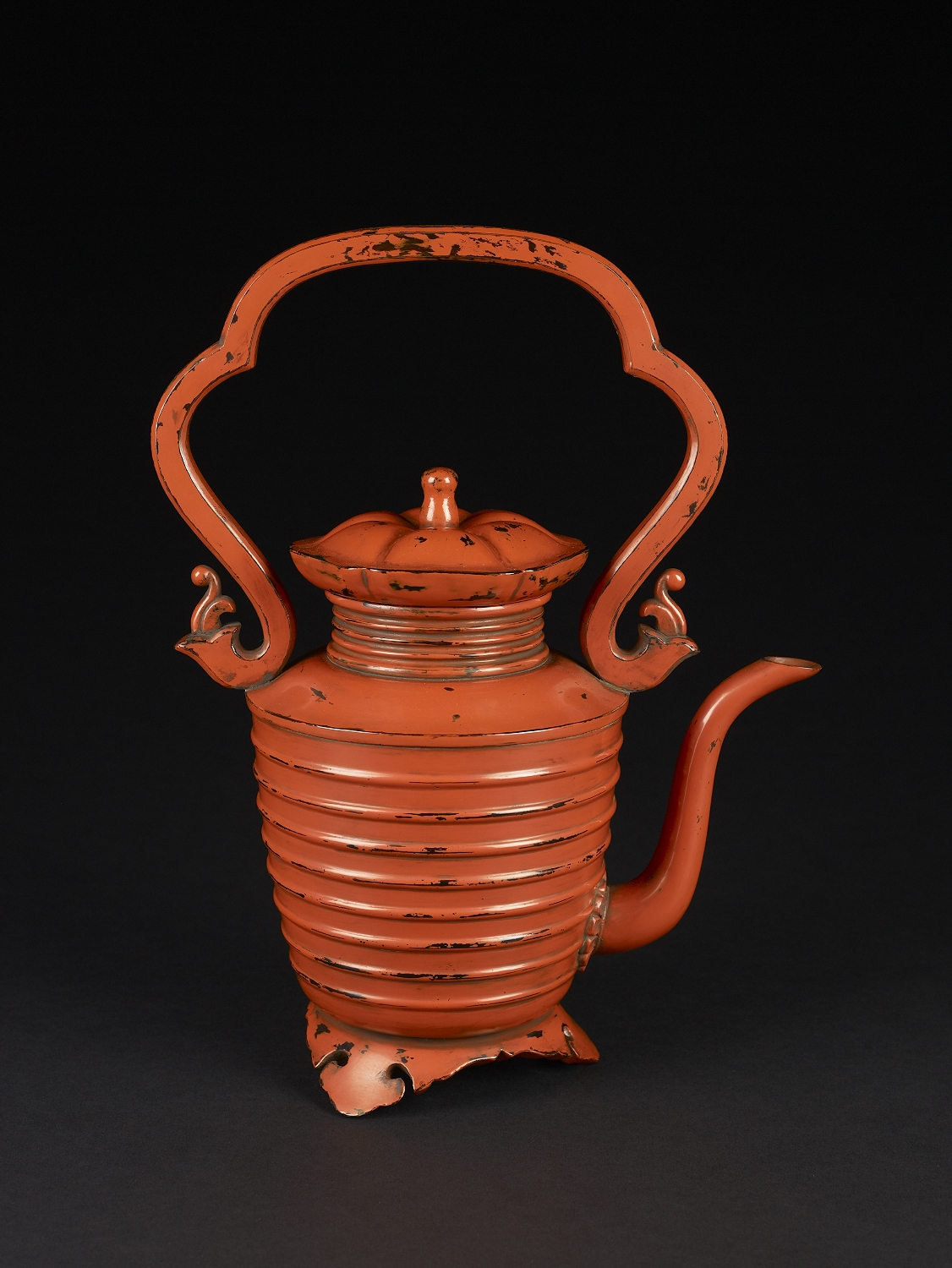
Aiguière de style negoro. La laque rouge s'use progressivement et irrégulièrement avec l'usage, produisant l'effet du vieillissement naturel pour lequel ces pièces sont très appréciées (voir wabi-sabi).

Comme pour la plupart des arts traditionnels, des variations sont apparues au fil du temps à mesure que les centres de production individuels développaient leurs propres techniques et styles uniques.
- Les marchandises Aizu sont développées à la fin du XVIe siècle et ont connu un pic de leur production à l'ère Meiji. Une technique Aizu consiste à graver des dessins ou des images sur la surface de la laque puis à remplir l'espace avec de l'or ou d'autres matériaux. D'autres techniques distinctives d'Aizu impliquent le brunissage de diverses argiles et d'apprêts dans le processus.
- Les marchandises Jōhana sont généralement connues pour leur utilisation du maki-e et du mitsuda-e (décoration en or et en plomb, respectivement), et pour l'utilisation de laque blanche ou blanchâtre.
- Les laques Negoro ont été produites dans le complexe du temple Negoro-ji dans la province d'Izumi. Les couches de laque rouge sur les articles Negoro sont destinées à s'effacer progressivement avec l'usage, révélant la laque noire en dessous[40]. Cet effet a depuis été copié et imité ailleurs.
- La laque Ryukyuan, bien que fréquemment incluse parmi les types de laques japonais, s'est en fait développée en grande partie indépendamment, avec de fortes influences de Chine et d'Asie du Sud-Est, les îles Ryukyu n'étant pas passées sous contrôle japonais avant 1609.
- Les marchandises Tsugaru comportent une technique censée être développée par Ikeda Gentarō à la fin du XVIIe siècle ; plusieurs couches de laques de couleurs différentes sont utilisées pour créer un effet marbré coloré.
- Les marchandises Wakasa sont fabriquées à l'aide d'une variété de couleurs et de l'inclusion de coquilles d'œufs, de paillettes de riz ou d'autres matériaux dans les couches de base. Une feuille d'argent ou d'or est également utilisée et scellée sous une couche de laque transparente.
- Le Wajima-nuri (輪 島 塗?) peut être daté de la fin du XVe siècle de Wajima, préfecture d'Ishikawa. Il est célèbre pour sa sous-couche durable obtenue par l'application de plusieurs couches d'urushi mélangées à de la terre de diatomées en poudre (ji-no-ko) sur des substrats en bois délicats de zelkova[41].

## Trésors nationaux
Le gouvernement a enregistré un certain nombre d'objets anciens comme trésors nationaux. Beaucoup d'entre eux sont des objets bouddhistes datant de la période Heian. Voir la liste des trésors nationaux du Japon (artisanat-autres).

## Les collections
Le musée d'art Tokugawa de la ville de Nagoya, au Japon, possède une collection de laques comprenant le coffre d'espoir de mariée maki-e de la période Edo qui a été désigné trésor national,.
Aujourd'hui, la laque japonaise est recherchée par les collectionneurs et les musées du monde entier. Les collections modernes de laque japonaise en dehors du Japon comprennent la collection Khalili d'art japonais qui comprend des œuvres de Shitaba Zeshin et d'autres artistes notables. Nasser Khalili a organisé des expositions axées sur le travail de Shibata Zeshin dans quatre pays. La collection Charles A. Greenfield aux États-Unis couvre la période de 1600 à 1900. La collection de laque domestique de Marie-Antoinette est partagée entre le Louvre, le musée Guimet et le château de Versailles. Le V&A Museum de Londres possède une collection de laques principalement d'exportation totalisant environ 2 500 pièces.

## Artisans
Parmi ces artistes en laque qui ont été nommés Trésors nationaux vivants, on trouve Kazumi Murose (室瀬和), Yoshito Yamashita (山下義人), Isao Ōnishi (大西勲), Kunie Komori (小森邦衞), Kiichirō Masumura (増村紀一郎) et Shōsai Kitamura (北村昭斎).
Les trésors nationaux vivants du passé étaient Shōzan Takano (高野松山), Gonroku Matsuda (松田権六), Naoji Terai (寺井直次), Yoshikuni Taguchi (田口善国), Shōgyo Ōba (大場松), Otomaru Kōdō (音丸耕堂), Taihō Mae (前大峰), Joshin Isoi (磯井如真), Yūsai Akaji (赤地友哉), Mashiki Masumura (増村益城) et Keishirō Shioda (塩多慶四郎).
Okada Akito (岡田章人作, 1910-1968) a été régulièrement exposé à l'exposition Nitten après 1947 et il a servi comme maître de restauration de laque pour les collections de la maison impériale.